# جیمز بولتون (بازیکن فوتبال)
جیمز بولتون (انگلیسی: James Bolton؛ زادهٔ ۱۳ اوت ۱۹۹۴) بازیکن فوتبال اهل بریتانیا است.
از باشگاه‌هایی که در آن بازی کرده‌است می‌توان به باشگاه فوتبال مکلسفیلد تاون اشاره کرد.
وی همچنین در تیم ملی فوتبال England C بازی کرده‌است.